# Circaeasteraceae
Die Circaeasteraceae sind eine Pflanzenfamilie in der Ordnung Hahnenfußartige (Ranunculales) innerhalb der Bedecktsamigen Pflanzen (Magnoliopsida). Sie enthält zwei monotypische Gattungen, also nur zwei Arten. Sie hat Areale in der westlichen und südwestlichen Volksrepublik China, Japan und im nördlichen Indien.

## Beschreibung

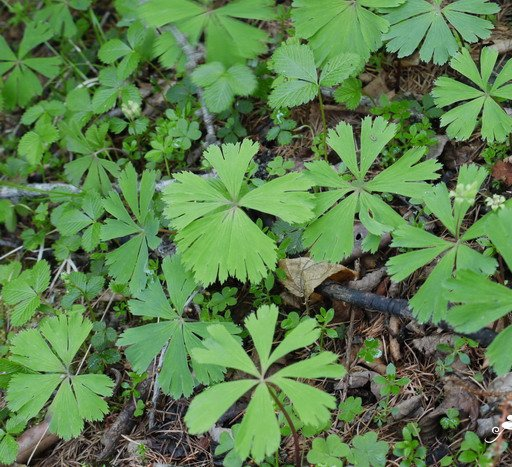
Kingdonia uniflora

### Vegetative Merkmale
Es sind kleine, bei Circaeaster agrestis einjährige und bei Kingdonia uniflora ausdauernde, krautige Pflanzen. Die Laubblätter haben weitgehend eine dichotome Aderung. Sie sind am Rand gezähnt.

### Generative Merkmale
Sie haben kleine Blüten. Sie sind endständig und einzeln oder zu mehreren in den oberen Blättern achselständig.
Es sind zwei bis drei oder fünf (selten bis zu sieben) Blütenhüllblätter, (ein bis) zwei bis sechs (bis acht) Staubblätter und drei bis neun freie, oberständige Fruchtblätter vorhanden.
Als Früchte werden Achänen gebildet.

## Systematik und Verbreitung
Der Familienname Circaeasteraceae wurde 1926 durch John Hutchinson in The Families of Flowering Plants, Band 1, S. 98 aufgestellt. Manchmal findet man als Autorenangabe Kuntze ex Hutch., diese ist aber nicht gültig.
Seit APG III 2009 ist eine Abtrennung von Kingdonia in die Familie Kingdoniaceae nicht mehr möglich.
In der Familie der Circaeasteraceae gibt es nur zwei monotypische Gattungen, also nur zwei Arten:
- Circaeaster Maxim.: Sie enthält nur eine Art (oder zwei Arten):
  - Circaeaster agrestis Maxim.: Sie ist in Bhutan, im nordöstlichen Indien, in Nepal, in Sikkim, im südlichen Tibet und in den chinesischen Provinzen: südliches Gansu, östliches und südliches Qinghai, südliches Shaanxi, westliches Sichuan, nordwestliches Xinjiang, östliches sowie nordwestliches Yunnan verbreitet. Sie gedeiht in Höhenlagen von 2100 bis 5000 Metern. Die Chromosomenzahl beträgt 2n = 30.[3]
- Kingdonia Balf.f. & W.W.Sm. (bei manchen Autoren eine eigenständige Familie Kingdoniaceae A.S.Foster ex Airy Shaw): Sie enthält nur eine Art:
  - Kingdonia uniflora Balf.f. & W.W.Sm.: Sie gedeiht in Wäldern in Höhenlagen von 2700 bis 3900 Metern in den chinesischen Provinzen: südliches Gansu, südliches Shaanxi (nur im Taibai Shan), westliches Sichuan, nordwestliches Yunnan (nur im Dêqên Xian). Die Chromosomenzahl beträgt 2n = 18.[4]